# Newsteadia minima
Newsteadia minima är en insektsart som beskrevs av Morrison 1952. Newsteadia minima ingår i släktet Newsteadia och familjen vaxsköldlöss. Inga underarter finns listade i Catalogue of Life.